# Flughafen Esbjerg

i7
i11
i13
Der Flughafen Esbjerg (dänisch Esbjerg Lufthavn, IATA-Code: EBJ, ICAO-Code: EKEB) ist der Flughafen der Stadt Esbjerg im Westen Dänemarks. Die Start- und Landebahn 08/26 verfügt über ein Instrumentenlandesystem der Kategorie I. Außer der Start- und Landebahn verfügt der Flughafen über einen eigenen Hubschrauberlandeplatz, welcher 69 m × 23 m groß ist.

## Fluggesellschaften
Der Flughafen wird von den Fluggesellschaften DAT und Loganair angeflogen. Bis zur Insolvenz am 16. Februar 2019 war auch die britische bmi regional am Flughafen aktiv. Zusätzlich wird der Flughafen noch von mehreren Helikopterbetreibern und einer Flugschule genutzt.

## Zwischenfälle
- Am 21. Oktober 1958 stürzte eine Percival Pembroke Mk.52/2 der Dänischen Luftstreitkräfte (Luftfahrzeugkennzeichen RDAF 69-695) nahe dem Flughafen Esbjerg ins Meer. Das Flugzeug wurde zerstört. Über Personenschäden liegen keine Informationen vor.[5]